# (5218) Kutsak
(5218) Kutsak  es un asteroide perteneciente al cinturón de asteroides, descubierto el 19 de octubre de 1969 por Bella Alekseevna Burnaševa.